# Ед Іванко
Едвард Іванко, також Ед Еванко (англ. Edward Evanko; 19 жовтня 1938, Вінніпег — 18 листопада 2018, там само) — канадський актор і співак, що став українським католицьким священником.

## Біографія
Едвард народився у Вінніпезі, Манітоба в сім'ї Данила Іванка та Юстини Дмитрик, які емігрували із Західної України. Він навчався в Брістольському театральному училищі і співав з двома оперними трупами в 1970-х: Англійською оперною групою і Уельською Національною оперою. Едвард знімався також в багатьох фільмах, включаючи «Ryan's Hope», «Chicago Hope» і «Third Rock from the Sun». Також грав на Бродвеї в п'єсі «Кентерберійські розповіді» і «Рекс».
Іванко здобув звання бакалавра в Манітобському університеті, де він зіграв Марка Антонія у постановці «Юлій Цезар» і цілому ряді інших вистав. За Бродвейський дебют він отримав нагороду Theatre World Award і Премію критиків. Едвард виступає також на всіх великих українських фестивалях в Канаді і США і пропагує українську музику, співає на багатьох концертах в українському інституті і в Лінкольн-центрі в Нью-Йорку.
Едвард отримав ступінь магістра богослов'я за дослідження східних християнських вчень навесні 2005 року і став служити в Архиєпархії Вінніпегу. Він став священником в 60 років, і почав працювати як мандрівний священник в сільській місцевості Манітобі.